# Party Rock Anthem
Party Rock Anthem ist die offizielle erste Singleauskopplung des Albums Sorry for Party Rocking des US-amerikanischen Electro-/Hip-Hop-Duos LMFAO.

## Entstehung
Party Rock Anthem wurde in Deutschland am 25. Januar 2011 veröffentlicht und entstand als Zusammenarbeit LMFAOs mit der Sängerin Lauren Bennett und GoonRock. Geschrieben wurde das Lied vom Duo selbst, ebenfalls an der Komposition und dem Text beteiligt waren Jamahl Listenbee und Peter Schroeder. Produziert wurde das Stück vom Produzententrio Party Rock (bestehend aus: Redfoo, Jamahl Listenbee und Kenneth Oliver). Party Rock Anthem erschien am 16. Dezember 2010 als Single und wurde durch Interscope Records veröffentlicht, durch Universal Music Publishing veröffentlicht sowie durch Party Rock vertrieben.

## Musikvideo
Das Musikvideo zu Party Rock Anthem stand unter der choreographischen Leitung von Quest Crew. Die Handlung zeigt starke Ähnlichkeit zum Film 28 Days Later und wird deshalb oft als Anspielung auf diesen Film bzw. als Parodie dieses Films aufgefasst.
Im Vorspann erklärt eine rote Schrift, dass die beiden Bandmitglieder RedFoo und Sky Blu am 1. März infolge von zu viel Party (im Original: …after excessive party rocking; zu deutsch nach exzessivem Party-Rocken) ins Koma fielen. Weiter erfährt man, dass ihre Single Party Rock Anthem am nächsten Tag, dem 2. März, erscheint. Der darauf folgende Bildtitel zeigt die Schrift "28 Days Later".
Nach dem Vorspann zeigt das Video ein verlassenes Krankenhaus, in welchem RedFoo und Sky Blu aus ihrem 28-tägigen Koma erwachen. Außerhalb des Krankenhauses finden sie eine verlassene Straße vor. Kurz darauf tanzt ein unbekannter Mann zu Party Rock Anthem die Straße entlang, zeigt aber trotz einer ausdrücklichen Geste von RedFoo (im Original: Ey, man! What the hell went on with the people, man?!) keinerlei Beachtung für die zwei.
Überraschenderweise packt sie ein zweiter Mann von hinten an den Schultern und zerrt sie hinter eines der vielen Autowracks, die die gesamte Straße füllen. Der dunkelhäutige Mann macht ihnen klar, dass die ganze Welt nur mehr Party macht bzw. laut seiner Aussage den ganzen Tag "shuffelt". Als plötzlich der Anfang von Party Rock Anthem ertönt, bittet er die beiden, Ohrenstöpsel zu benutzen, um nicht von der Welle lebenslustiger Partyfreaks mitgeschwemmt zu werden. Die vorerst menschenleere Straße füllt sich allmählich und ein Mann verkündet lauthals die Worte "Party Rock". Ein Mann im Kapuzenpullover will vor der tanzenden Masse flüchten, wird aber von den Menschen eingekreist und wie im Film "infiziert", wobei seine Kleidung von einer Sekunde zur nächsten zu einem T-Shirt mit der Aufschrift "Hi, Mom!" wechselt. Auch RedFoo und Sky Blu werden vom "Tanzwahnsinn" angesteckt und fangen zu tanzen an, während der Mann mit den Ohrenstöpseln flüchtet und aus dem Bild verschwindet.
Das restliche Video zeigt LMFAO und speziell ausgesuchte Tänzer bei der Durchführung einer komplexen Choreografie. In der Mitte des Liedes wird das Video für zwei Sekunden unterbrochen, danach setzen RedFoo und Sky Blu mit den Worten "Everyday I’m shufflin’" das Lied fort. Am Ende des Videos wird das Duo in einer dunklen Gasse zusammen mit GoonRock und Lauren Bennett gezeigt, deren Part im Lied sogleich folgt. GoonRock singt nur beim Refrain mit, wobei hier seine Stimme nicht einzeln herauszuhören ist. Das Video endet mit einem Abspann, der hinter einem skizzenhaft dargestellten "shufflenden" Mann die Schrift "Everyday I’m shufflin’" in Großbuchstaben und ohne Worttrennung oder Interpunktion zeigt.
Nahezu alle Tänzer oder im Video vorkommenden Personen tragen eigens für das Video kreierte Kleidung, zu welcher vor allem T-Shirts mit den Aufschriften "Party Rock Anthem", "GoonRock" und "Everyday I’m shufflin’" gehören.

## Kommerzieller Erfolg

### Chartplatzierungen
Das Lied war ein großer internationaler Erfolg und erreichte Platz eins unter anderem in den USA, Großbritannien, Deutschland, Österreich und der Schweiz. In den USA stellte es mit über fünf Millionen Download-Verkäufen einen neuen Rekord auf.
| ChartsChartplatzierungen       | Höchstplatzierung | Wochen |
| ------------------------------ | ----------------- | ------ |
| Deutschland (GfK)              | 1 (57 Wo.)        | 57     |
| Österreich (Ö3)                | 1 (53 Wo.)        | 53     |
| Schweiz (IFPI)                 | 1 (54 Wo.)        | 54     |
| Vereinigte Staaten (Billboard) | 1 (68 Wo.)        | 68     |
| Vereinigtes Königreich (OCC)   | 1 (71 Wo.)        | 71     |

| ChartsJahrescharts (2011)      | Platzierung |
| ------------------------------ | ----------- |
| Deutschland (GfK)              | 8           |
| Österreich (Ö3)                | 6           |
| Schweiz (IFPI)                 | 7           |
| Vereinigte Staaten (Billboard) | 2           |
| Vereinigtes Königreich (OCC)   | 3           |

| ChartsJahrescharts (2012)      | Platzierung |
| ------------------------------ | ----------- |
| Vereinigte Staaten (Billboard) | 29          |

| ChartsJahrescharts (2010–2019) | Platzierung |
| ------------------------------ | ----------- |
| Österreich (Ö3)                | 32          |
| Vereinigte Staaten (Billboard) | 2           |

### Auszeichnungen für Musikverkäufe
| Land/Region                  | Auszeichnungen für Musikverkäufe (Land/Region, Auszeichnung, Verkäufe) | Verkäufe   |
| ---------------------------- | ---------------------------------------------------------------------- | ---------- |
| Australien (ARIA)            | 15× Platin                                                             | 1.050.000  |
| Belgien (BRMA)               | Platin                                                                 | 30.000     |
| Brasilien (PMB)              | 2× Diamant                                                             | 500.000    |
| Dänemark (IFPI)              | Platin                                                                 | 30.000     |
| Deutschland (BVMI)           | 2× Platin                                                              | 600.000    |
| Finnland (IFPI)              | Gold                                                                   | 6.629      |
| Frankreich (SNEP)            | Platin                                                                 | 317.000    |
| Italien (FIMI)               | 2× Platin                                                              | 60.000     |
| Japan (RIAJ)                 | 2× Platin                                                              | 500.000    |
| Kanada (MC)                  | 6× Platin                                                              | 846.000    |
| Neuseeland (RMNZ)            | 4× Platin                                                              | 60.000     |
| Russland (NFPF)              | Gold                                                                   | 100.000    |
| Schweden (IFPI)              | 3× Platin                                                              | 120.000    |
| Schweiz (IFPI)               | 3× Platin                                                              | 90.000     |
| Spanien (Promusicae)         | Platin                                                                 | 60.000     |
| Südkorea (KMCA)              | —                                                                      | 3.233.490  |
| Vereinigte Staaten (RIAA)    | Diamant                                                                | 10.000.000 |
| Vereinigtes Königreich (BPI) | 3× Platin                                                              | 1.800.000  |
| Insgesamt                    | 2× Gold · 44× Platin · 3× Diamant ·                                    | 19.403.119 |

| Land/Region     | Auszeichnungen für Musikverkäufe (Land/Region, Auszeichnung, Verkäufe) | Verkäufe |
| --------------- | ---------------------------------------------------------------------- | -------- |
| Dänemark (IFPI) | Platin                                                                 | 100.000  |
| Insgesamt       | 1× Platin ·                                                            | 100.000  |

## Coverversionen
- Am 6. Juni 2012 veröffentlichte die japanische Sängerin Gille die Download-Single Party Rock Anthem, welche ein Cover von LMFAO ist und gleichzeitig ein Duett mit dem US-amerikanischen Sänger Steve Jay ist.[40] Das Musikvideo wurde allerdings schon am 31. Januar 2012, auf YouTube, veröffentlicht.